# Lluís Puig i Barella
Lluís Puig i Barella (Barcelona, 1894 - Barcelona, 1 de maig de 1984) va ésser un pintor i dibuixant català que estudià amb Joaquim Torres-Garcia a l'efímera Escola de Decoració de Barcelona, juntament amb Josep Obiols i Palau i el poeta Josep Vicenç Foix i Mas. Tres raons influïren de manera fonamental en l'obra de Puig Barella; per una banda, la seva admiració vers els grans mestres italians Masaccio, Giotto, Botticelli, Fra Angelico i Rafael, que des de molt jove li apassionaren allà pels anys 1910. Per altra, la seva amistat amb Joaquim Torres García, que va ser el seu primer mestre i gran amic, a partir de 1913; i per altra, l'impacte que li causà Amedeo Modigliani, quan li va ser presentat a Paris pel pintor Manuel Humbert, en 1918. És per tot això que la seva obra conté una rica mescla de Noucentisme, Simbolisme i Primitivisme.